# Parteinahe Stiftung (Deutschland)
Parteinahe Stiftungen (alternative Bezeichnungen: Parteistiftung, Parteienstiftung, politische Stiftung, Politikstiftung, parteinahe Stiftungsvereine) sind den politischen Parteien in Deutschland nahestehende Institutionen zum Zweck der politischen Bildung, die aber aus rechtlichen Gründen von den ihnen nahestehenden politischen Parteien getrennt sind. Jede der im Bundestag vertretenen Parteien arbeitet mit einer ihre politischen Grundsätze vertretenden Stiftung zusammen. Dass eine Stiftung die politischen Grundsätze einer Partei bzw. einer politischen Bewegung vertritt, bedeutet dabei auch, dass jede dieser Stiftungen für die politischen Grundsätze und Ansichten dieser Partei mehr oder weniger direkt wirbt. Jede politische Stiftung unterhält das Archiv der ihr nahestehenden Partei.

## Parteinahe Stiftungen auf Bundesebene
| Institution                                 | Partei    | Rechtsform           | Gründung | Sitz    |
| ------------------------------------------- | --------- | -------------------- | -------- | ------- |
| Friedrich-Ebert-Stiftung                    | SPD       | eingetragener Verein | 1954     | Bonn    |
| Konrad-Adenauer-Stiftung                    | CDU       | eingetragener Verein | 1955     | Berlin  |
| Friedrich-Naumann-Stiftung für die Freiheit | FDP       | Stiftung             | 1958     | Potsdam |
| Hanns-Seidel-Stiftung                       | CSU       | eingetragener Verein | 1967     | München |
| Rosa-Luxemburg-Stiftung                     | Die Linke | eingetragener Verein | 1990     | Berlin  |
| Heinrich-Böll-Stiftung                      | Grüne     | eingetragener Verein | 1996     | Berlin  |
| Desiderius-Erasmus-Stiftung                 | AfD       | eingetragener Verein | 2017     | Lübeck  |
| Maria Opitz-Döllinger Stiftung              | ÖDP       | Stiftung             | 2024     | München |

## Rechtsform
Der Rechtsform nach sind die parteinahen Stiftungen – mit Ausnahme der Friedrich-Naumann-Stiftung und der Maria Opitz-Döllinger Stiftung – keine Stiftungen im eigentlichen Sinne, sondern eingetragene Vereine. Insgesamt beschäftigen die politischen Stiftungen weltweit 2.000 Angestellte und unterhalten fast 300 Vertretungen und Büros im Ausland.
Die Bemühungen der Partei Die Republikaner, eine Franz-Schönhuber-Stiftung als privatrechtliche Stiftung zu errichten, verliefen erfolglos. Stiftungsaufsicht und Gerichte begründeten die Ablehnung der Genehmigung damit, die geplante Stiftung gefährde das Gemeinwohl.

## Finanzierung
Finanziert werden die politischen Stiftungen hauptsächlich durch Mittel des Bundesministeriums des Innern (BMI), des Auswärtigen Amtes (AA), des Bundesumweltministeriums (BMU), des Bundesministeriums für wirtschaftliche Zusammenarbeit und Entwicklung (BMZ) und des Bundesministeriums für Bildung und Forschung (BMBF).
Die Bundesmittel, die den parteinahen Stiftungen überwiesen werden, erreichen jährlich dreistellige Millionenbeträge und weisen in den letzten Jahren eine stark steigende Tendenz auf. So stiegen die Zuwendungen des Bundes an die politischen Stiftungen von 295 Mio. Euro im Jahr 2000 um 43,5 % auf 423,2 Mio. Euro im Jahr 2011. Von 2005 bis 2014 stiegen die Etats insgesamt um fast 50 % (zum Vergleich, Etatsteigerung Bundeshaushalt: 14 %). 2017 stieg der Betrag weiter auf 581,4 Mio. Euro.
Als offizielle Aufgaben parteinaher Stiftungen werden vor allem die politische Bildung der Bevölkerung im In- und Ausland, die Begabtenförderung und die Entwicklungszusammenarbeit angeführt. Diese Aufgabe liegt nach einem Urteil des Bundesverfassungsgerichtes vom 14. Juli 1986 (AZ 2 BVerfGE 5/83) im öffentlichen Interesse. In einem gemeinsamen Positionspapier stellen die parteinahen Stiftungen im Juli 2011 ihr Selbstverständnis und ihre Aufgaben dar.

### Förderkriterien
Voraussetzung für die Vergabe von Steuermitteln ist, dass der betreffenden Partei zum zweiten Mal in Folge der Einzug in den Bundestag gelungen ist. So erhielt die Rosa-Luxemburg-Stiftung erstmals 1999 Steuergelder. Die AfD-nahe Desiderius-Erasmus-Stiftung bekam folglich während der Periode ab 2017 noch keine derartigen Zuwendungen.
Falls eine Partei nicht mehr dem Bundestag angehört, so wird die ihr nahe stehende Stiftung gemäß einer Übergangsregelung nur noch in der folgenden Legislaturperiode finanziert. Das war von 2013 bis 2017 bei der FDP und der Friedrich-Naumann-Stiftung für die Freiheit der Fall.
Mit Urteil vom 22. Februar 2023 beanstandete das Bundesverfassungsgericht in einem von der AfD betriebenen Organstreitverfahren die langjährig angewendete Praxis der Stiftungsförderung. Insbesondere verstoße die geübte Praxis, Stiftungen erstmals im Bundestag vertretener Parteien nicht zu berücksichtigen, gegen das Recht auf Chancengleichheit der politischen Parteien. Eine solche Einschränkung bedürfe einer gesonderten gesetzlichen Grundlage, die derzeit nicht vorliege. Ein Haushaltsgesetz, „das seine Rechtswirkungen nur im organschaftlichen Rechtskreis zwischen Parlament und Regierung“ entfalte, allein genüge dazu nicht. Offen blieb in diesem Urteil die Frage, ob Stiftungen von der Förderung ausgeschlossen werden können, weil an deren Verfassungstreue begründete Zweifel bestehen. Das Verfahren zu dieser Frage hat das Bundesverfassungsgericht abgetrennt und wird es unter dem neuen Aktenzeichen 2 BvE 1/23 entscheiden.
Am 10. November 2023 beschloss der Bundestag das Gesetz zur Finanzierung politischer Stiftungen aus dem Bundeshaushalt (Stiftungsfinanzierungsgesetz – StiftFinG), um ein vom Haushaltsgesetz gesondertes Parlamentsgesetz zur Regelung der staatlichen Förderung zu schaffen. Es trat am 23. Dezember 2023 in Kraft. Danach gehört zu den Voraussetzungen der staatlichen Finanzierung parteinaher Stiftungen unter anderem, dass die der Stiftung nahestehende Partei mindestens zum dritten Mal in Fraktionsstärke im Bundestag vertreten ist und nicht von der staatlichen Parteienfinanzierung ausgeschlossen wurde (§ 2 Abs. 2 und  3 StiftFinG). Außerdem muss die Stiftung Gewähr bieten, für die freiheitlich-demokratische Grundordnung sowie für den Gedanken der Völkerverständigung aktiv einzutreten (§ 2 Abs. 4 StiftFinG). Bis auf die der AfD nahestehende Desiderius-Erasmus-Stiftung wurden mit Inkrafttreten des Gesetzes im Dezember 2023 die Stiftungen anerkannt, die den im aktuellen Bundestag vertretenen Parteien nahestehen und somit alle bereits zuvor geförderten Stiftungen (§ 9 StiftFinG).

### Mittelherkunft
Die Zahlungen an die sechs Parteistiftungen 2015 in einer Gesamthöhe von 534 Millionen Euro kamen von den aufgeführten Zuwendungsgebern:
| Bundesministerium         | Betrag in Millionen € |
| ------------------------- | --------------------- |
| Bund                      | 513,3                 |
| Bundesländer und Kommunen | 007,9                 |
| Europäische Union         | 013,4                 |
| gesamt                    | 534,6                 |

| Stiftung                                    | Partei                | Anteil |
| ------------------------------------------- | --------------------- | ------ |
| Rosa-Luxemburg-Stiftung                     | Die LINKE             | 99,8 % |
| Heinrich-Böll-Stiftung                      | Bündnis 90/Die Grünen | 99,7 % |
| Konrad-Adenauer-Stiftung                    | CDU                   | 97,2 % |
| Friedrich-Ebert-Stiftung                    | SPD                   | 96,8 % |
| Friedrich-Naumann-Stiftung für die Freiheit | FDP                   | 96,5 % |
| Hanns-Seidel-Stiftung                       | CSU                   | 88,3 % |

Diese Zahlungen verteilen sich auf die einzelnen Stiftungen wie folgt:
| Staatliche Stiftungszahlungen 2015          | Staatliche Stiftungszahlungen 2015          | Staatliche Stiftungszahlungen 2015 | Staatliche Stiftungszahlungen 2015 | Staatliche Stiftungszahlungen 2015 |
| ------------------------------------------- | ------------------------------------------- | ---------------------------------- | ---------------------------------- | ---------------------------------- |
|                                             |                                             |                                    |                                    | Betrag                             |
| Friedrich-Ebert-Stiftung                    | Friedrich-Ebert-Stiftung                    |                                    | 157,9                              | 157,9                              |
| Konrad-Adenauer-Stiftung                    | Konrad-Adenauer-Stiftung                    |                                    | 154,9                              | 154,9                              |
| Hanns-Seidel-Stiftung                       | Hanns-Seidel-Stiftung                       |                                    | 58,4                               | 58,4                               |
| Heinrich-Böll-Stiftung                      | Heinrich-Böll-Stiftung                      |                                    | 57,4                               | 57,4                               |
| Rosa-Luxemburg-Stiftung                     | Rosa-Luxemburg-Stiftung                     |                                    | 53,4                               | 53,4                               |
| Friedrich-Naumann-Stiftung für die Freiheit | Friedrich-Naumann-Stiftung für die Freiheit |                                    | 52,4                               | 52,4                               |
| Zuschüsse in Millionen Euro                 |                                             |                                    |                                    |                                    |

In den Bundesländern erhalten die Stiftungen darüber hinaus auch Mittel aus dem Landeshaushalt sowie teilweise aus Einnahmen der staatlichen Lotteriegesellschaften. In Berlin betrugen die letztgenannten Einnahmen von 2006 bis 2016 insgesamt 27,5 Millionen Euro.

## Aktivitäten

### Begabtenförderung
Die Parteinahen Stiftungen unterhalten wie diejenigen Stiftungen, die Gewerkschaften und Kirchen nahe stehen, Begabtenförderungswerke, die Stipendien für in- und ausländische Studienanfänger und Promotionsstudierende vergeben.

### Rolle in der deutschen Außenpolitik
Deutsche parteinahe Stiftungen engagieren sich auch transnational in der Politik und in der politischen Bildung.
Die Stiftungen werden in einer Studie der Deutschen Gesellschaft für Auswärtige Politik (DGAP) aus dem Jahr 1998 als „diplomatische Hilfstruppen“ bezeichnet, die eine „Nebenaußenpolitik“ betrieben. Laut dieser Schrift gehe es bei den Stiftungen darum, im Ausland „politische, wirtschaftliche und gesellschaftliche Eliten, denen eine besonders wichtige Rolle bei der Etablierung demokratischer und marktwirtschaftlicher Strukturen zukommt, zu fördern“ – ein Ziel, das „die regierungsoffizielle Außenpolitik aufgrund einer auch durch fundamentale völkerrechtliche Normen gebotenen Zurückhaltung kaum in vergleichbar direkter Weise“ verfolgen könne. Folgt man den Autoren der DGAP, so wäre es zwar verfehlt, „hinter allen möglichen wichtigen Entwicklungen und Veränderungen in anderen Staaten eine geheimdienstähnliche ,invisible hand‘ der Stiftungen zu vermuten“, gleichwohl hätten diese an außenpolitischen Weichenstellungen entscheidend mitgewirkt. Dass die Vielzahl der aus Bundesmitteln finanzierten Stiftungsprojekte sich faktisch zu einem bedeutsamen, „wenn auch wenig sichtbaren und kaum schlagzeilenträchtigen“ Element deutscher Außenpolitik summiere, zeige, dass deutsche „Machtpolitik“ „nicht der Vergessenheit anheimgefallen“ sei. In der Praxis zeigte sich immer wieder, dass die Projektwirklichkeit (Projektstandards, Tempo der Projektdurchführung, Art der Abrechnung) nicht immer mit den hohen Ansprüchen der Geldgeber an einen geregelten Mittelabfluss zusammenpasste.

### Archive
Die Parteinahen Stiftungen unterhalten die Archive der ihnen jeweils nahestehenden Parteien. Es werden hier die Unterlagen der jeweiligen Bundes- und Landesverbände sowie der Bundestags- und Landtagsfraktionen gesammelt. Zusätzlich werden in Gummersbach (ADL) und Sankt Augustin (ACDP) die Bestände der ehemaligen Blockparteien LDPD und CDU (Ost) aufbewahrt, die der Stiftung Archiv der Parteien und Massenorganisationen der DDR im Bundesarchiv gehören. Darüber hinaus befinden sich hier Unterlagen von Vorfeldorganisationen der Parteien sowie Politikernachlässe.
| Archiv (Kürzel)                                    | Politische Stiftung                         | Gründung des Archivs | Sitz des Archivs | Parteibestände        | Umfang der (analogen) Bestände (in km / 2016) | Jahrbücher/Zeitschriften                               |
| -------------------------------------------------- | ------------------------------------------- | -------------------- | ---------------- | --------------------- | --------------------------------------------- | ------------------------------------------------------ |
| Archiv des Liberalismus (ADL)                      | Friedrich-Naumann-Stiftung für die Freiheit | 1968                 | Gummersbach      | FDP, LDPD             | 4,9                                           | Jahrbuch zur Liberalismus-Forschung (JzLF) (seit 1989) |
| Archiv der sozialen Demokratie (AdsD)              | Friedrich-Ebert-Stiftung                    | 1969                 | Bonn             | SPD                   | 56                                            | Archiv für Sozialgeschichte (AfS) (seit 1961)          |
| Archiv für Christlich-Demokratische Politik (ACDP) | Konrad-Adenauer-Stiftung                    | 1976                 | Sankt Augustin   | CDU, Ost-CDU          | 17                                            | Historisch-Politische Mitteilungen (HPM) (seit 1994)   |
| Archiv für Christlich-Soziale Politik (ACSP)       | Hanns-Seidel-Stiftung                       | 1979                 | München          | CSU                   | 4                                             | –                                                      |
| Archiv Grünes Gedächtnis (AGG)                     | Heinrich-Böll-Stiftung                      | 1990                 | Berlin           | Bündnis 90/Die Grünen | 6                                             | Jahrbuch Grünes Gedächtnis (seit 2006/07)              |
| Archiv Demokratischer Sozialismus (ADS)            | Rosa-Luxemburg-Stiftung                     | 1999                 | Berlin           | PDS, Die Linke        | 1,5                                           | –                                                      |

## Parteinahe Stiftungen auf Landesebene
| Institution                                                    | Partei                                             |
| -------------------------------------------------------------- | -------------------------------------------------- |
| Karl-Arnold-Stiftung (seit 1959)                               | CDU Nordrhein-Westfalen                            |
| Union Stiftung (seit 1959)                                     | CDU Saar                                           |
| Hermann Ehlers Stiftung (seit 1968)                            | CDU Schleswig-Holstein                             |
| Fritz-Erler-Forum                                              | SPD Baden-Württemberg                              |
| August-Bebel-Institut (seit 1947)                              | SPD Berlin                                         |
| Georg-von-Vollmar-Akademie (seit 1948)                         | SPD Bayern                                         |
| Akademie Frankenwarte (seit 1965)                              | SPD Bayern                                         |
| Julius-Leber-Forum                                             | SPD Bremen, SPD Hamburg und SPD Schleswig-Holstein |
| Stiftung Demokratie Saarland (seit 1995)                       | SPD Saarland                                       |
| Reinhold-Maier-Stiftung (seit 1977)                            | FDP Baden-Württemberg                              |
| Thomas-Dehler-Stiftung (seit 1971)                             | FDP Bayern                                         |
| Karl-Hamann-Stiftung (seit 1991)                               | FDP Brandenburg                                    |
| Liberale Gesellschaft Bremen (seit 1965)                       | FDP Bremen                                         |
| Dr.-Emilie-Kiep-Altenloh-Stiftung (seit 1979)                  | FDP Hamburg                                        |
| Karl-Hermann-Flach-Stiftung (seit 1977)                        | FDP Hessen                                         |
| Arno-Esch-Stiftung (seit 2009)                                 | FDP Mecklenburg-Vorpommern                         |
| Rudolf-von-Bennigsen-Stiftung (seit 1980)                      | FDP Niedersachsen                                  |
| Wolfgang-Döring-Stiftung (seit 1967)                           | FDP Nordrhein-Westfalen                            |
| Villa Lessing – Liberale Stiftung Saar (seit 2012)             | FDP Saarland                                       |
| Wilhelm-Külz-Stiftung (seit 1991)                              | FDP Sachsen                                        |
| Erhard-Hübener-Stiftung (seit 1993)                            | FDP Sachsen-Anhalt                                 |
| Bildungswerk Berlin der Heinrich-Böll-Stiftung (seit 1982)     | Bündnis 90/Die Grünen Berlin                       |
| Stiftung Leben & Umwelt (seit 1983)                            | Bündnis 90/Die Grünen Niedersachsen                |
| Heinrich Böll-Stiftung Bremen (seit 1984)                      | Bündnis 90/Die Grünen Bremen                       |
| Heinrich-Böll-Stiftung Hamburg (seit 1984)                     | Bündnis 90/Die Grünen Hamburg                      |
| Heinrich-Böll-Stiftung Hessen (seit 1992)                      | Bündnis 90/Die Grünen Hessen                       |
| Heinrich-Böll-Stiftung Baden-Württemberg (seit 1986)           | Bündnis 90/Die Grünen Baden-Württemberg            |
| Heinrich-Böll-Stiftung Brandenburg (seit 1990)                 | Bündnis 90/Die Grünen Brandenburg                  |
| Heinrich-Böll-Stiftung NRW (seit 1991)                         | Bündnis 90/Die Grünen Nordrhein-Westfalen          |
| Weiterdenken – Heinrich-Böll-Stiftung Sachsen (seit 1992)      | Bündnis 90/Die Grünen Sachsen                      |
| Heinrich-Böll-Stiftung Sachsen-Anhalt (seit 1992)              | Bündnis 90/Die Grünen Sachsen-Anhalt               |
| Heinrich-Böll-Stiftung Thüringen (seit 1992)                   | Bündnis 90/Die Grünen Thüringen                    |
| Heinrich-Böll-Stiftung Mecklenburg-Vorpommern (seit 1996)      | Bündnis 90/Die Grünen Mecklenburg-Vorpommern       |
| Petra-Kelly-Stiftung (seit 1997)                               | Bündnis 90/Die Grünen Bayern                       |
| Heinrich-Böll-Stiftung Rheinland-Pfalz                         | Bündnis 90/Die Grünen Rheinland-Pfalz              |
| Heinrich-Böll-Stiftung Saar                                    | Bündnis 90/Die Grünen Saarland                     |
| Heinrich-Böll-Stiftung Schleswig-Holstein                      | Bündnis 90/Die Grünen Schleswig-Holstein           |
| Kurt-Eisner-Verein                                             | Die Linke Bayern                                   |
| Helle Panke                                                    | Die Linke Berlin                                   |
| Thüringer Forum für Bildung und Wissenschaft                   | Die Linke Thüringen                                |
| Jenny-Marx-Gesellschaft für politische Bildung Rheinland-Pfalz | Die Linke Rheinland-Pfalz                          |
| Akademische Erasmus-Stiftung (seit 2017)                       | AfD Brandenburg                                    |
| Desiderius-Erasmus-Stiftung (Bonn)                             | AfD Nordrhein-Westfalen                            |
| Medias-In-Res-Stiftung                                         | AfD Schleswig-Holstein                             |
| Friedrich-Friesen-Stiftung                                     | AfD Sachsen-Anhalt                                 |

### Ehemalige Stiftungen
| Institution                                                 | Partei      |
| ----------------------------------------------------------- | ----------- |
| Bildungswerk für Heimat und nationale Identität (seit 2005) | NPD Sachsen |

## Kritik
An der Finanzmittelverwendung der politischen Stiftungen gibt es immer wieder Kritik des Bundesrechnungshofes. So habe – nach einem Bericht der Welt am Sonntag – die Hanns-Seidel-Stiftung (CSU) die Verluste, die beim Tagungs- und Hotelbetrieb entstanden sind, mit Steuermitteln beglichen. In demselben Bericht wurde festgestellt, dass das zuständige Finanzamt – neben vielen weiteren steuerrechtlichen Beanstandungen der Buchhaltung der FDP-nahen Friedrich-Naumann-Stiftung – von deren Vorstandsvorsitzenden Wolfgang Gerhardt und dem damaligen Geschäftsführenden Vorstandsmitglied Rolf Berndt eine Nachversteuerung von 85.000 Euro verlangt habe, da sie ihre „opulenten“ Dienstwagen in unerlaubter, weil fehlerhaft dokumentierter Weise für private Fahrten genutzt hätten.
Darüber hinaus wird bei politischen Stiftungen auch die Finanzierung von Auslandsreisen und damit verbundene Hotelkosten beanstandet (Carsten Schneider bei der Friedrich-Ebert-Stiftung, SPD; Helmuth Markov (Die Linke) bei der Rosa-Luxemburg-Stiftung). Schließlich steht auch die Subvention von Bildungsstätten in der Kritik. So konnte das Bundesverwaltungsamt einen Missbrauch der Hanns-Seidel-Stiftung für die Tagungsstätten Wildbad Kreuth sowie Kloster Banz nachweisen.
Die Publizistin Gaby Weber kritisiert in einer Video-Dokumentation, dass sämtliche parteinahe Stiftungen bis heute amtliche Unterlagen in ihren Archiven lagern, so dass diese dem Zugriff von Historikern, Journalisten oder auch dem Bundesarchiv und damit der Öffentlichkeit entzogen seien. Dem hielten die Archive der Politischen Stiftungen im Jahr 2018 entgegen, dass sämtliche bei ihnen vorhandenen Unterlagen über die nahestehenden Parteien sowie von Politikerinnen und Politikern nach den im Bundesarchivgesetz festgelegten Sperrfristen zugänglich sind.
2015 ernannte die Initiative Nachrichtenaufklärung die undurchsichtigen Finanzen bei politischen Stiftungen zu einem in Massenmedien vernachlässigten Thema.
Im Oktober 2021 druckte die FAZ einen Kommentar anlässlich der Klage von Grünen, FDP und Linkspartei gegen eine Reform der Parteienfinanzierung, die vor dem Bundesverfassungsgericht verhandelt wird. FAZ-Redakteurin Marlene Grunert schreibt darin, die scheidende Koalition hätte auch „in einem anderen, durchaus verwandten Bereich“ längst rechtsstaatliches Engagement zeigen müssen: der Finanzierung parteinaher Stiftungen.
2022 berichtete die SZ unter der Überschrift „Üppiger Geldregen“, dass laut Bund der Steuerzahler „die Finanzierung der deutschen Stiftungen im europäischen Vergleich ‚konkurrenzlos‘ gut sei“; so seien die staatlichen Zuwendungen an die Stiftungen von 1999 bis 2019 um 110 Prozent gestiegen. Auch wurde die „undurchsichtige Konstruktion“ kritisiert, wonach die Parteistiftungen „strukturell, personell und indirekt auch finanziell“ lediglich offiziell unabhängig seien, nicht aber tatsächlich.